# Mel Mermelstein
Mel Mermelstein (Örösveg, cerca de Mukachevo, 25 de septiembre de 1926-Long Beach, California, Estados Unidos,28 de enero de 2022) fue un judío de origen húngaro, único sobreviviente del exterminio de su familia en el campo de concentración Auschwitz. Derrotó al Instituto de Revisión Histórica en una corte estadounidense y logró que, en 1981, se declarara el uso de las cámaras de gas en Auschwitz durante el Holocausto un hecho legalmente irrefutable.

## Biografía

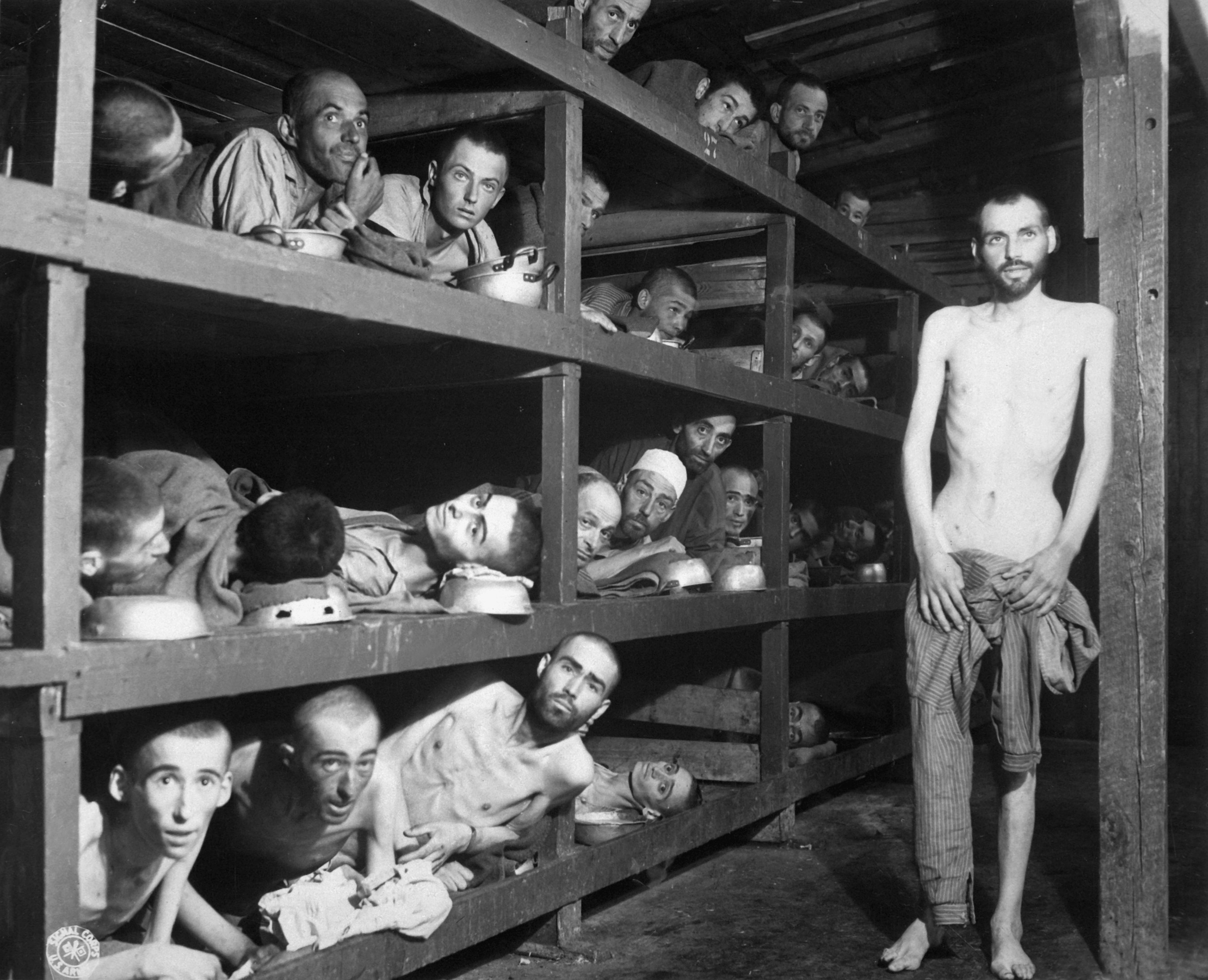
Fotografía de la liberación de trabajadores judíos esclavizados en Buchenwald, 1945. Según fue informado, Mel Mermelstein está en la litera superior en el extremo derecho.

Antes de que estallase la Segunda Guerra Mundial, Mermelstein vivía en Mukachevo, parte de Checoslovaquia (ocupada por Hungría en 1938), hasta que el 19 de mayo de 1944 fue deportado al campo de concentración Auschwitz.
En 1980, el Institute for Historical Review (IHR) prometió una suma de cincuenta mil dólares a cualquiera que pudiese probar la aniquilación de judíos por medio de cámaras de gas en Auschwitz.
Mermelstein escribió una carta a los editores del Los Angeles Times y otros, incluyendo The Jerusalem Post. El Instituto de Revisión Histórica le respondió ofreciéndole cincuenta mil dólares a cambio de probar que los judíos de Auschwitz fueron, de hecho, asesinados en cámaras de gas. Mermelstein, a su vez, presentó un documento notarizado de su internamiento en Auschwitz y como él presenció a soldados nazi guiando a su madre, sus dos hermanas y otros hacia la cámara de gas número 5.
El IHR se negó a pagar la suma alegando que el documento notariado de Mermelstein no era "prueba suficiente". Representado por el abogado de interés público William John Cox, demandó al IHR en la Corte Superior de Los Ángeles por incumplimiento de contrato, repudio anticipatorio, difamación, negación perjudicial de un hecho establecido, inflicción intencional de angustia emocional, y juicio declaratorio (véase caso no. C 356 542).  
El 9 de octubre de 1981, ambas partes del caso Mermelstein archivaron sus mociones para un juicio sumario, en consideración del cual el juez Thomas T. Johnson  de la Corte Superior de Los Ángeles tomó "nota judicial del hecho de que los judíos fueron asesinados por medio de cámaras de gas en el campo de concentración Auschwitz, ubicado en Polonia, durante el verano de 1914", nota judicial que significó que el Tribunal trató las cámaras de gas como conocimiento general y que, por lo tanto, no requería evidencia de que las cámaras de gas existieron. 
El 5 de agosto de 1985, el juez Robert A. Wenke emitió un juicio basado en la estipulación para entrada de sentencia acordada por las partes el 22 de julio de 1985. El juicio sentenció al IHR y a otros acusados a pagar $90,000 a Mermelstein y a emitir una carta de disculpa al "Sr. Mel Mermelstein, sobreviviente de Auschwitz-Birkenau y Buchenwald, y a todos los otros sobrevivientes de Auschwitz" por el "dolor, angustia y sufrimiento" causado a ellos. En una determinación previa al juicio, el juez Thomas T. Johnson declaró:

"Este tribunal toma nota judicial del hecho de que los judíos fueron asesinados a gas en el campo de concentración de Auschwitz en Polonia durante el verano de 1944. No está razonablemente sujeto a disputa. Y es capaz de una determinación inmediata y precisa recurriendo a fuentes de precisión razonablemente indiscutible. Es simplemente un hecho."

En California, el Código de evidencia permite que la corte tome nota judicial de "hechos y proposiciones de conocimiento general que son tan universalmente conocidas que no pueden ser puestas en duda razonablemente".
En 1986, el IHR, junto a su fundador Willis Carto, demandó a Mermelstein por supuestamente calumniarlos durante una entrevista en una radio neoyorquina, pero retiró los cargos en 1988. Mermelstein también demandó al IHR en 1988 por un artículo en el IHR Newsletter que examinaba lo que ellos consideraban fallas e inconsistencias en su testimonio del juicio de 1981.
Mermelstein fue interpretado por Leonard Nimoy y Cox por Dabney Coleman en una película de televisión de 1991, Nunca olvides, sobre el juicio de 1981. Escribió sobre la batalla en la corte en su libro By Bread Alone.

"Sobre estos supuestos negadores del Holocausto, y quiénes son realmente, vea mi carta a los editores con fecha de agosto de 1980 en mi libro By Bread Alone, The Story of A-4685"
— Mel Mermelstein

## Obras
- By bread alone (1981) Auschwitz Study Foundation.[6] ISBN 0-9606534-0-6.